# Raajärvibanan
Raajärvibanan eller Raajärvi sidobana, alltså Raajärvis gruvbana var en del av det finländska järnvägsnätet och gick från järnvägsstationen i Misi till gruvan i Raajärvi. Banan befann sig på de nuvarande städerna Rovaniemis och Kemijärvis område. Längden på banan var cirka 14 km. Den förgrenade sig från Laurila-Kelloselkä-banan vid östra delen av Misi station. 
Raajärvibanan var i bruk mellan 1963 och 1976. När trafiken på banan avslutades ändrades banvallen om till bilväg och heter idag lokalväg 19772.